# Franco Mazzei
Franco Mazzei (Vernole, 28 settembre 1939 – Bruxelles, 1º settembre 2022) è stato un orientalista italiano, esperto di relazioni internazionali.

## Biografia
Dopo gli iniziali studi all'Università Cattolica di Milano, si laureò in Lingue e Civiltà Orientali presso l'allora Istituto Universitario Orientale di Napoli. Specializzatosi presso l'Istituto Storiografico di Tokyo, fu dal 1968 al 1971 visiting professor all'Università di Studi Stranieri di Tokyo. Dopo una breve esperienza nel corpo diplomatico, nel 1979 divenne professore presso l'Università degli Studi di Napoli "L'Orientale"; dapprima docente di Storia e Civiltà dell'Estremo Oriente, occupò poi le cattedre di Storia moderna del Giappone e Relazioni Internazionali. Fu anche Preside della facoltà di Scienze Politiche dell'Orientale. Ricoprì inoltre le cattedre di World politics, Geopolitica e geoeconomia dell'Estremo Oriente, Storia e istituzioni dell'Asia, Storia e istituzioni della Cina.
Dal 1985 al 1993, Mazzei fu consigliere presso l'Ambasciata d'Italia di Tokyo, continuando a collaborare con il Ministero degli Affari Esteri. Nel 1993, per meriti culturali, ricevette dall'Imperatore del Giappone l'Ordine del Tesoro Sacro, e nel 2006 anche l'Ordine del Sol Levante.
Dall'anno accademico 2010/11 si attivò per l'insegnamento della prima laurea magistrale in "International Relations" in lingua inglese della LUISS Guido Carli.

## Pubblicazioni
- L'insospettabile convergenza. Perché Europa e Cina si stanno avvicinando più di quanto non sembri, Egea, 2022.
- Manuale di politica internazionale, con Raffaele Marchetti e Fabio Petito, Egea, 2010.
- La rivincita della mano visibile, con Vittorio Volpi, ed. Bocconi, 2010.
- Asia al centro, con Vittorio Volpi, ed. Bocconi, 2006.
- Relazioni internazionali. Teorie e problemi, ed. Orientale, 2005.
- La nuova mappa teoretica delle relazioni internazionali, ed. Orientale, 2001.
- Il capitalismo giapponese. Gli stadi di sviluppo, ed. Liguori, 1979.

| Controllo di autorità | VIAF (EN) 77580587 · ISNI (EN) 0000 0001 1475 4581 · SBN RAVV008880 · BAV 495/220571 · LCCN (EN) n79005443 · J9U (EN, HE) 987007378533905171 |